# (6801) Střekov
(6801) Střekov, désignation internationale (6801) Strekov, est un astéroïde de la ceinture principale.

## Description
(6801) Strekov est un astéroïde de la ceinture principale. Il fut découvert le 22 octobre 1995 à l'Observatoire Kleť par Zdeněk Moravec. Il présente une orbite caractérisée par un demi-grand axe de 2,21 UA, une excentricité de 0,13 et une inclinaison de 5,2° par rapport à l'écliptique.

## Compléments